# Oberammergau
Oberammergau är en kommun och vintersportort i delstaten Bayern i södra Tyskland, cirka två mil norr om Garmisch-Partenkirchen. Folkmängden uppgår tillcirka 5 000 invånare, på en yta av 30 kvadratkilometer.
Oberammergau är känt som vintersportort och som ett centrum för träsnide, men främst för ett var tionde år framfört passionsspel där Jesu liv och död skildras, Passionsspelen i Oberammergau. Det arrangeras också ett klassiskt och stort skidlopp i Oberammergau som heter König-Ludwig-Lauf, som ingår i Ski Classics.
På orten finns sedan 1953 en Natoskola, vilken 1984 utsattes för ett attentat av Röda armé-fraktionen.

## Vänorter
Oberammergaus var fram till 2021 vänort med svenska Mora kommun.